# Pikku Keätkipassi
Pikku Keätkipassi är en kulle i Finland.   Den ligger i den ekonomiska regionen Norra Lappland och landskapet Lappland, i den norra delen av landet, 1 000 km norr om huvudstaden Helsingfors. Toppen på Pikku Keätkipassi är 480 meter över havet, eller 80 meter över den omgivande terrängen. Bredden vid basen är 1,0 km.
Terrängen runt Pikku Keätkipassi är platt åt nordväst, men åt sydost är den kuperad.  Trakten runt Pikku Keätkipassi är nära nog obefolkad, med mindre än två invånare per kvadratkilometer. Det finns inga samhällen i närheten. Omgivningarna runt Pikku Keätkipassi är i huvudsak ett öppet busklandskap.